# ۱۹۱۵ (فیلم)
۱۹۱۵ فیلمی در سبک درام و تریلر روانشناسانه به کارگردانی گارین هوانیسیان و آلک موحیبیان که در سال ۲۰۱۵ به نمایش درآمد. فیلم دربارهٔ نسل‌کشی ارمنی‌ها در امپراتوری عثمانی است که البته حکومت کنونی کشور ترکیه این حقیقت را انکار می‌کند.
فیلم ۱۹۱۵ اولین فیلم بلند سینمایی کارگردانان این فیلم محسوب می‌شود. موسیقی این فیلم نیز توسط سرژ تانکیان برنده جایزه گرمی ساخته شده است.

## داستان فیلم
سرپرست یک تئاتر اسرارآمیز سعی می‌کند ارواح فراموش شده یک نسل‌کشی را به زندگی بازگرداند.

## بازیگران
- سیمون آبکاریان در نقش سیمون
- آنجلا سارافیان در نقش آنجلا
- ساموئل پیج در نقش جیمز
- نیکولای کینسکی در نقش تونی
- جیم پوداک در نقش جفری
- سانی سالجیک در نقش گابریل
- دبرا کریستوفرسون در نقش لیلیان